# Tillandsia novakii
Tillandsia novakii là một loài thuộc chi Tillandsia. Đây là loài đặc hữu của México.